# World Championship Wrestling
World Championship Wrestling (WCW) est une fédération américaine de catch (lutte professionnelle), qui existe entre 1988 et 2001. « World Championship Wrestling » a été utilisé par le passé comme nom de l'émission télévisé de Jim Crockett Promotions (en) et de la Georgia Championship Wrestling (en) depuis 1983 et diffusé sur TBS. En 1988, Ted Turner rachète Jim Crockett Promotions et change le nom pour World Championship Wrestling.
Par la suite, la WCW deviendra, selon les souhaits de Turner, la principale rivale de la World Wrestling Entertainment (alors appelé World Wrestling Federation). Elle acquerra alors sa renommée grâce à son style particulier de fédération « sudiste », l'air moins important que la grande WWF, mais surtout avec l'enrôlement des anciennes gloires de cette dernière comme Hulk Hogan et Randy Savage alors en conflit avec la fédération de Vince McMahon. La WCW aura dominé le monde de la lutte professionnelle de 1996 à 1998 avec de meilleures audiences TV que sa concurrente la WWF. Ce succès était sans doute aussi dû à l'incroyable popularité engendrée autour de l'histoire de la new World order (nWo), mais elle a ensuite commencé à perdre du terrain par rapport à la WWF qui entrait dans « l'Attitude Era », avec la nouvelle génération de catcheurs. La compagnie commença à perdre beaucoup d'argent, en plus de perdre cette guerre, ce qui obligea AOL Time Warner à vendre la WCW à la WWF pour près de 7 millions de $ en mars 2001.

## Historique

### Contexte du rachat de Jim Crockett Promotions
Dans les années 1980, Jim Crockett Promotions (en) et la Georgia Championship Wrestling (en) deviennent les principales fédérations de la National Wrestling Alliance. La Georgia Championship Wrestling se fait racheter par la World Wrestling Federation (WWF) en juillet 1984 afin que la WWF obtienne le droit de diffuser ses émissions sur WTBS. Cet évènement est connu sous le nom de Black Saturday (en) et fait référence au samedi 14 juillet 1984 où l'émission World Championship Wrestling est commenté par Vince McMahon et diffuse des combats de catch de la WWF.
Après le Black Saturday (en), Jim Crockett Promotions (en) rachète de nombreux territoires de la National Wrestling Alliance ainsi que l'Universal Wrestling Federation (en),.

### Les années NWA
Bien que World Championship Wrestling fut le nom du show utilisé par le promoteur Jim Barnett pour sa fédération australienne, la toute première à avoir utilisé cette appellation aux États-Unis dans une plus grande mesure était la Georgia Championship Wrestling (même si la Capital Wrestling Corporation de Vincent James McMahon avait en fait déjà utilisé ce nom dans quelques « house shows »).
Cette promotion, à l'origine propriété de Ted Turner, dirigée pour les shows par Ole Anderson, était la première division de la NWA à avoir eu accès à une représentation télévisée. En 1983, la Georgia Championship Wrestling décida de changer le nom de son show télévisé (et ainsi changer de public) en World Championship Wrestling et décida de commencer à produire des shows dans d'autres territoires jugés « neutres » comme l'Ohio ou le Michigan. Même si beaucoup pensaient qu'Anderson gérait très mal la fédération, beaucoup estimaient que la Georgia Championship Wrestling pouvait rivaliser avec d'autres fédérations d'envergure nationale comme la World Wrestling Federation de Vince McMahon. Ce changement de nom aura aidé la Georgia Championship Wrestling à être la fédération la plus populaire jusqu'à ce que la WWF fut capable de quitter officiellement la NWA et de créer ses propres représentations : WWF All American Wrestling. La WWF conforta sa supériorité grâce à la victoire pour le titre de champion du monde poids-lourds de Hulk Hogan, et les Tuesday Night Titans.
En mai 1984, les frères Brisco décidèrent de vendre leurs parts dans la Georgia Championship Wrestling, ainsi que leur grille horaire sur la chaîne TBS (qui était diffusée en prime time) à Vince McMahon. Les shows télévisés de la WWF, eux, ne faisaient pas beaucoup d'audiences. Les fans de la World Championship Wrestling n'étaient pas intéressés par le style de la WWF, qui s'axait plus vers du divertissement, préférant l'aspect athlétique du catch. Alors qu'originellement, Vince McMahon était censé produire des shows télévisés pour TBS à Atlanta, il se contenta de ne vendre que des résumés de ses shows de la WWF. En mai 1985, McMahon vend la grille horaire à la  sous la pression de Ted Turner, qui a fait renaître l'appellation World Championship Wrestling (Turner Braodcasting en a déposé les droits afin d'empêcher McMahon de s'en servir). La WWF et Hulk Hogan, cependant, étaient à ce moment au sommet après le succès de WrestleMania I. La nouvelle WCW, qui était une combinaison de la Jim Crockett Promotions (JCP) et de la Georgia Championship Wrestling, était, quant à elle, le show numéro un sur TBS, et aura permis à Jim Crockett Jr. de devenir Président de la NWA une nouvelle fois.
En 1986, Jim Crockett Jr. contrôlait plusieurs territoires de la NWA sous l'appellation Jim Jim Crockett Promotions, notamment des territoires traditionnels de la NWA comme la Caroline du Nord et la Caroline du Sud, la Géorgie et le Missouri. Crockett fit de tous ces territoires un seul groupe sous l'appellation National Wrestling Alliance (en fait, JCP fusionnait avec la NWA). Une rivalité s'engagea entre Crockett et Vince McMahon, chacune des fédérations voulant emboîter le pas sur l'autre au sujet des droits télévisés. C'était la WWF, pourtant, qui fut capable de frapper un grand coup à Saint-Louis (et le reste du Missouri), ce qui sema le trouble au cœur de la NWA. La rivalité entre Hulk Hogan et Paul Orndorff réalisait beaucoup d’audience ce qui fit que Bob Geigel devenait le Président de la NWA une fois de plus.
La même année, JCP englobait la Hearts of America Sports Attractions Inc (HASA), et obtint ainsi le droit de promouvoir des shows de catch dans plusieurs états (Kansas, Missouri et Iowa). HASA était reconnu dans les affaires comme « the Central States territory », et tenait un show télévisé du nom de All Star Wrestling.
En 1987, JCP trouvait un accord pour contrôler la Championship Wrestling from Florida (la JCP n'a pas acheté cette compagnie), et la Universal Wrestling Federation (qui couvrait l'Oklahoma, Mississippi, Arkansas, le Texas et la Louisiane), et lesquels n'étaient pas membres de la NWA, ce qui permettra à Crockett de redevenir président de la NWA. Les territoires de la Floride et Mid-South (deux compagnies), étaient aussi absorbés par la JCP. Jim Crockett était désormais le propriétaire de NWA Saint-Louis, la UWF, sa JCP, la Georgia Championship Wrestling, la Central States Wrestling, la Championship Wrestling from Georgia et la CWF.
Crockett a quasiment accompli son but de créer une fédération nationale. Entre ses achats de plusieurs territoires NWA, la World Class Championship Wrestling au Texas qui quittait la NWA en 1986 (et plus tard fusionna avec la Championship Wrestling Alliance de Jerry Jarret pour former la United States Wrestling Association), et le territoire de Portland qui faisait faillite (il ferma en 1992), c'était le dernier bastion de la NWA, et le dernier à avoir une couverture télévisée. À partir de ce moment, beaucoup de personnes pensaient que Jim Crockett était réellement la NWA. Bien que JCP et la NWA restaient séparés, avec Crockett comme Président de la NWA, ils étaient désormais plus sur la même longueur d'onde. La NWA était effectivement une organisation fondée par Crockett, ce qui lui permettait d'utiliser le nom NWA pour promouvoir ses représentations.
Avec toutes ses acquisitions dans le but de créer une seule fédération sur le plan national, Crockett avait lourdement endetté son affaire. Il était dans la même situation que la WWF au début des années 1980 : un large déficit, et l'avenir de la fédération qui dépendait de la réussite ou du désastre du lancement de pay per view. Ainsi Crockett faisait de StarrCade '87, la réponse de la NWA au WrestleMania de la WWF. Cependant, la WWF lança le Survivor Series le même jour. La compagnie de Vince McMahon informait les différents diffuseurs que s’ils choisissaient de diffuser StarrCade, ils ne pourraient plus diffuser des shows de la WWF à l'avenir. La plupart des chaînes ont diffusé alors le Survivor Series (seulement trois chaînes ont respecté leurs contrats avec Crockett). En janvier 1988, JCP lançait un autre pay per view, le Bunkhouse Stampede, et McMahon lui contrait avec le premier Royal Rumble sur le USA Network. Les deux pay per view réalisaient donc de très faible taux d'achats, et c'était donc devenu le début de la fin pour la JCP qui donnait naissance à la WCW. En plus, la décision de faire dérouler les shows à Chicago et New York, déplaisait beaucoup aux fans de la première heure pour la plupart situés en Caroline.
En 1985, Crockett avait signé Dusty Rhodes en tant que scripteur de ses shows. Rhodes avait une bonne réputation dans la créativité dans l'écriture des storylines (histoires montées servant à créer des rivalités) et aussi en tant qu'auteur de mémorables rivalités, mais aussi pour l'invention de matchs comme le War Games. En 1988, après trois années où il aura tenté de rivaliser avec Vince McMahon, et après avoir eu un long conflit verbal avec le champion NWA de l'époque Ric Flair, Rhodes fut de plus en plus mis à l'écart. Les fans étaient fatigués de ce qu'ils appelaient la "Charlotte clique" (Rhodes, Ric Flair, Arn Anderson, Tully Blanchard et Nikita Koloff notamment), et en avaient assez du "Dusty finish" (et autres non-fins de show), qui altéraient la promotion des house-shows (représentations non-télévisés). L'une des dernières choses créatives que Dusty Rhodes avait réalisé, était le tout premier Clash of The Champions, la nuit de WrestleMania IV, avec un match épique entre Ric Flair et Sting, qui faisait de ce dernier l'un des meilleurs à la WCW. Pourtant, ce match s'est arrêté bien avant la fin de WrestleMania IV qui durait quatre heures, les fans ont donc changé de chaîne pour voir le sacre de Randy Savage en tant que WWF Champion pour la toute première fois, ce qui assurait ainsi encore plus la victoire de la WWF. À la fin de l'année 1988, Rhodes scriptait ses shows à la va-vite, et envisageait même de faire gagner un catcheur de bas-étage Rick Steiner, contre Ric Flair pour le titre NWA et en moins de cinq minutes lors de StarrCade. À la fin de l'année, Rhodes était viré par la fédération après un script où le Road Warrior Animal faisait saigner ce premier en lui ouvrant le visage avec une des pointes de ses épaulières, après une ordonnance de Turner de ne pas avoir de sang dans la fédération après son achat.

### WCW sous Ted Turner: une nouvelle ère

Logo de la WCW entre 1988 et 1999

Pour préserver des programmes télévisés de catch à moindre coût, la Jim Crockett Promotions fut complètement vendue à Turner le 21 novembre 1988. Originellement incorporée par TBS en tant que Universal Wrestling Corporation, Turner promettait aux fans que la WCW serait dans le style de la NWA, orientée du côté "athlétique".
1989 était une année de transition pour la WCW avec Ric Flair en tant que champion, mais aussi à la tête de l'équipe de scripteurs. Flair a contribué aux venues de Ricky Steamboat et de Terry Funk, et ses matchs de PPV étaient tous aussi bien réussis sur le plan financier que sportif. De nouveaux talents ont également vu le jour comme Sid Vicious, Sting, Scott Steiner, The Road Warriors, Brian Pillman, The Great Muta et Lex Luger qui eurent tous de grosses storylines et des opportunités pour des matchs de championnats.
Malgré cet influx de talents, la WCW allait bientôt commencer à introduire plus de glamour et ouvertement de "gimmicks" (personnages) pour laquelle la WWF était (et est toujours) la plus reconnue. Aucun de ces exploits comme l'apparition de RoboCop dans un PPV en 1990, ou la personnalité de « Chamber of Horrors » ou la fameuse « Black Scorpion » storyline n'ont réussi. Dans les coulisses, la WCW était devenu de plus en plus autonome, et commença tout doucement à se séparer de la NWA et de son appellation historique. En janvier 1991, la WCW se séparait officiellement de la NWA et commençait à faire reconnaître ses propres titres, le WCW World Heavyweight Championship et le WCW World Tag Team Championship.
La WCW et la NWA reconnaissaient toutes les deux que Ric Flair (qui n'était plus scripteur en chef) était leur World Heavyweight Champion jusqu'à la première moitié de 1991, mais la WCW qui avait élu à sa présidence Jim Herd, se retourna contre Flair pour diverses raisons et décidèrent de le virer juste avant le PPV The Great American Bash en juillet de cette même année à la suite d'échecs dans les renégociations du contrat du « Nature Boy ». Par la suite, ils lui retirèrent donc son titre de WCW World Heavyweight Champion. Cependant, selon l'autobiographie de Flair, ils refusèrent de lui verser 25 000 $ et ainsi le rembourser pour le dépôt de garantie de la ceinture, par conséquent il l'emmena avec lui à la WWF selon les désirs de Vince McMahon. Flair incorporait cette ceinture dans son personnage en se nommant « le Vrai Champion du Monde ».
Plus tard, la WCW renégociait les droits sur les noms de la NWA qu'elle associait comme une copromotion avec la New Japan Pro Wrestling (NJPW), et ordonnait à la WWF d'arrêter de montrer dans ses programmes Ric Flair avec l'ancienne ceinture NWA prétextant les droits sur les marques déposées en ce qui concerne les appariations de celles-ci. La ceinture a été renvoyée à la WCW par Flair quand Jim Herd fut parti, et Ric Flair fut donc remboursé. Le titre fut ramené en tant que NWA World Heavyweight Championship.
Pendant la période où la WCW travaillait avec son propre champion, elle reconnaissait également le titre NWA que Flair récupérera après avoir quitté la WWF en bons termes pour retourner à la WCW en juillet 1993. Immédiatement, les autres plus petites organisations de la NWA commencèrentt à demander à Flair de bien vouloir défendre le titre selon leurs règles dans leurs territoires, comme l'indique un vieux règlement de l'organisation. Il était prévu que Flair perde plus tard le titre face à Rick Rude, un changement de titre qui eut lieu lors des enregistrements TV aux Disney-MGM Studios à Orlando en Floride. La WCW et la NWA se séparèrent une fois de plus et pour de bon au mois de septembre 1993.
Cependant, la WCW conservait légalement le titre NWA World Heavyweight sans en évoquer le nom. Le titre était désormais connu sous le nom de WCW International  World Heavyweight Championship.
La WCW réalisait que cette ceinture de par son passé historique et son impact visuel, était très populaire et respectée notamment au Japon et inventait donc cette branche International pour donner encore plus de crédits à ce titre. La WCW voulait que la "WCWI" soit reconnue comme la ceinture légitime de Champion du Monde. Pendant une courte durée, il y eut alors deux titres de Champion du Monde.
Sting remporta le WCW International Championship et la perdit ensuite face au dix fois WCW World Champion, Ric Flair dans un match d'unification le 23 juin 1994. "La Grosse Ceinture en Or" était donc choisie par la WCW pour la représenter sur la scène internationale jusqu'à sa fermeture en 2001. Cette ceinture (dans une apparence légèrement modifiée) est toujours présente aujourd'hui à la WWE en tant que WWE World Heavyweight Championship dans la division WWE SmackDown (auparavant à RAW). Pourtant, la WWE considère que c'est un titre à part entière, et WWE.com ne liste que dans son historique du titre les champions depuis le 2 septembre 2002, en l'occurrence à la WWE avec Triple H qu'Eric Bischoff lui avait remis à RAW.

### Les débuts de l'ère Eric Bischoff
Le produit créatif de la compagnie s'était lourdement dégradé en 1992 et 1993 sous la présidence de Jim Herd et ensuite de Bill Watts. La WCW remontait la pente plus tard en 1993 quand l'ancien commentateur Eric Bischoff était nommé Président Exécutif de la fédération. Bischoff qui était le deuxième commentateur de la défunte American Wrestling Association (AWA) derrière Jim Ross, était complètement désespéré pour donner un second souffle à la WCW, mais il impressionnait quand même Turner par ses tactiques choisies pour sauver l'organisation.
La première année de Bischoff était considérée comme infructueuse. Dusty Rhodes et Ole Anderson avaient les contrôles de l'équipe créative, avec leurs créations de rivalités et d'histoires qui n'avaient pas de fonds, de constructions. Par exemple, les mini-films de promotion des PPV, ou encore le segment « Un Flair pour l'Or » pendant le Clash of Champions qui servait à promouvoir le PPV Fall Brawl, où la WCW décidait d'introduire un "partenaire mystère" pour les lutteurs faces, un homme masqué connu sous le nom de The Shockmaster. The Shockmaster (anciennement Typhoon à la WWF) était supposé passer à travers un faux mur et ainsi intimider les heel. Mais au lieu de cela, il se cassait la figure et perdait son masque en direct à la télévision faisant de lui à jamais une blague itinérante (il gagnait quand même quelques matchs).
La WCW décidait en 1993 une nouvelle fois de se baser autour de Ric Flair. Ceci était perçu plus comme une solution de rechange, alors que pendant ce temps, l'un des plus grands face de la fédération, Sid Vicious, tentait de blesser Arn Anderson avec une paire de ciseaux et ce quatre semaines avant l'évènement StarrCade, dans une tournée en Angleterre et était par conséquent viré. Flair gagnait le titre à StarrCade et était de nouveau nommé scripteur.
Bischoff allait déclaré une guerre ouverte à la WWF de McMahon dans les médias et recruter agressivement des anciennes grandes stars de la WWF comme Hulk Hogan et Randy Savage en 1994. Utilisant les ressources financières de Turner, Bischoff faisait de son cheval de bataille le fait de recruter les anciennes gloires de la WWF. Du fait de leurs grand statuts, Hogan et Savage pouvaient exigés d'obtenir des concessions et des avantages qu'aucun catcheur ne pouvaient avoir à l'époque, et ainsi pour plusieurs années, les garanties de toucher plusieurs millions de dollars et de décider d'eux-mêmes de la direction que doit prendre leur personnage. Ceci allait plus tard devenir un problème pour la WCW dans sa guerre avec la WWF, comme d'autres lutteurs plus tard qui exigeront les mêmes avantages et les contrats deviendront faramineux et hors de portées. Hogan, en particulier, obtenait une influence considérable grâce à sa relation amicale entretenue avec Bischoff. Une autre chose que ce dernier oubliait de considérer, c'est le fait que bon nombre de fans regardaient la WCW comme une solution alternative à la WWF au début des années 1990, et beaucoup de fans de la NWA voyaient en celle-ci une simple copie de la WWF avec ses anciens talents, alors qu'eux ne recherchent que le concret, l'action.
Le principal pay per view tenu par la WCW depuis l'arrivée d'Hogan est le Bash at the Beach, qui voyait le "Hulkster" battre Ric Flair pour le WCW Championship. Les deux avaient travaillés en même temps à la WWF de 1991 à 1992, et une rivalité a été enclenchée entre eux, mais ce grand match qui aurait rapporté énormément d'argent et qui était prévu pour WrestleMania VIII était finalement changé pour un match par équipes Flair/Savage contre Hogan/Sid (un match Hogan/Flair a tout de même eu lieu à la WWF, il fut remporté par Ric Flair et fut également filmé, mais non diffusé à la télévision). Quand la WCW organisait ce match, le PPV réalisait donc de bonnes ventes dues à l'intrigue que se posaient les fans autour de cette grande confrontation. Malgré une réussite aussi bien sur le plan sportif que financier, ceci ne durera pas longtemps pour la rivalité Hogan/Flair qui ne s'était tenu que pour ce match où la WCW espérait un effet à long terme sur les achats des PPV et leurs audiences.
Ceci ne passe pas inaperçu pour Turner qui n'approuvait pas les dépenses et les manières de faire de Bischoff, et décidait donc de faire un point complet avec ce dernier en 1995. Il en résultera la création de l'émission WCW Monday Nitro le lundi soir pour contrer le WWF Monday Night RAW.

### StarrCade 1997
En 1997, la WCW était propulsée au sommet, surtout grâce à la nWo. Pendant ce temps, la nWo rivalisait avec les Four Horsemen et puis le Héros de la WCW, Sting. Cette rivalité avec le « Stinger » servait à promouvoir le pay per view StarrCade en décembre, le grand rendez-vous de la fédération. Quand la WCW réalisait le match entre Sting et Hogan pour le WCW World Heavyweight Championship, le PPV réalisait le plus fort taux d'achats de l'histoire de l'organisation et Bischoff était largement congratulé les mois qui suivirent ce pay per view pour ne pas aussi avoir fait une construction de l'évènement à la va-vite.
Par ailleurs, certains fans considéraient que ce show était le début de la fin pour la WCW, même si elle avait toujours de meilleures audiences que la WWF. Hogan était extrêmement critiqué pour ne pas avoir fini un match d'une manière « clean », ce qui rendait confus et irritaient les fans qui attendaient pendant près d'un an que Sting prenne le dessus sur la nWo. La fin de ce combat impliquait le nouvel arrivant Bret Hart (qui a arbitré dans le match précédent entre Bischoff et Larry Zbyzsko pour le contrôle de Monday Nitro) qui arrivait sur le ring après qu'Hogan ait gagné le match. Hart interpellait l'arbitre Nick Patrick sur le fait qu'il est exécuté un compte de trois trop rapide sur Sting, indiquant qu'il voulait « faire une bonne chose ». Il insistait pour que le match continu (avec lui-même en tant qu'arbitre) pour éviter que Sting se fasse avoir comme le « Hitman » l'a été à la WWF dans le Montréal Screwjob.

### Vince McMahon contre-attaque
Quand Hart quittait la WWF après le Montréal Screwjob aux Survivor Series 1997, il paraissait sûr que la WCW allait en finir une bonne fois pour toutes avec la WWF. En effet, la WCW possédait les plus grandes stars de cette industrie, comme Hogan, Savage, Sting, Flair, Hart, Hall et Nash. Mais en plus des stars montantes n'étant pas encore au premier plan comme Chris Benoit et Raven, sans oublier une excitante division cruiserweight (poids-moyens) qui réunissait des voltigeurs du Mexique (les luchadors) et du Japon en plus de ceux des États-Unis. Pourtant, les choses ne se déroulaient pas comme la WCW les avaient prévus.
L'opinion générale était que le Screwjob et l'acquisition de Bret Hart par la WCW était favorable à celle-ci et allait porter un coup fatal à la WWF. L'ensemble d'une compagnie arnaquant un catcheur plus que populaire et se mettant les fans à dos aurait pu engendrer la fin de la WWF et laissait du crédit à la WCW pour travailler sur cette histoire. Cependant, après WrestleMania XIV en mars 1998, Vince McMahon reprenait la tête dans les Monday Night Wars avec sa nouvelle WWF « Attitude » et toute sa nouvelle génération de stars montantes comme "Stone Cold" Steve Austin, The Rock, Triple H, et Mankind. La rivalité classique entre McMahon (son personnage devenait un véritable dirigeant diabolique) et Austin (qui ironiquement, avait été viré par Bischoff à l'été 1995 pour ne pas être assez vendeur) captivait complètement les fans. Le 13 avril 1998, RAW voyait à l'affiche s'affronter Austin et McMahon, et marquait donc la fin de 84 semaines de domination de la WCW dans les audiences depuis 1996. La WWF ne s'arrêtait pas là pour autant. Leurs audiences augmentaient fortement dans les deux années qui suivaient, et ce plus que jamais. La WCW essayait de contrer en divisant la nWo avec d'un côté Hogan toujours heel menant la nWo Hollywood et de l'autre Nash en face qui menait la nWo Wolfpac, mais beaucoup pensaient qu'ils ne faisaient que reprendre l'idée de l'histoire WCW vs nWo. Sans se décourager pour autant, la WCW lançait un nouveau show télévisé le jeudi soir, WCW Thunder.
Le prochain gros coup de la WCW dans l'espérance de reprendre sa suprématie dans les audiences, était l'enrôlement de l'ancien joueur de la NFL Bill Goldberg en tant que monstre invincible avec une série de victoires record et donc sans défaites. Goldberg était incroyablement populaire auprès des fans qui chantaient "Gold-Berg, Gold-Berg" lors de son entrée sur le ring, mais ceci ne durait pas longtemps vu que la liste de stars de la WCW acceptant de se faire détruire par Goldberg devenait de plus en plus mince. L'une des dernières grosses victoires de la WCW dans le Monday Night War était le 6 juillet 1998 quand la fédération offrait la très attendue confrontation entre Hogan et Goldberg pour le titre de Champion du Monde (que ce dernier aura gagné) lors de Nitro. En faisant cela, ils ont augmenté leur audience pour une semaine seulement et perdu beaucoup d'argent qui aurait pu être gagné si le match était en main-event de PPV. Le 14 septembre 1998, la WCW gagnait les audiences une fois de plus avec un moment mémorable qui voyait le retour de Ric Flair à la fédération et la reformation du légendaire gang des Four Horsemen. Le 25 octobre 1998, le PPV WCW Halloween Havoc se termina plus tard que prévu à cause du rajout d'un match pour le titre par équipes. Du coup, beaucoup ne pouvaient voir la fin de l'évènement avec le match de championnat entre Diamond Dallas Page et Goldberg. Le lendemain, la WCW décidait de corriger le problème en diffusant lors de Nitro l'intégralité du match gratuitement, et gagnait donc le Monday Night War pour la dernière fois.
La WCW tombait doucement mais sûrement dans une période où elle n'avait plus d'idées créatives et où des dépenses faramineuses allaient faire longtemps débat. L'une des raisons possibles est la venue de célébrités (comme Dennis Rodman et Jay Leno) pour catcher dans des matchs de PPV. Une autre raison est que la crédibilité de la WCW en est pris un coup avec des décisions comme celle de mettre aux côtés de Rick Steiner la poupée tueuse Chucky afin de promouvoir la sortie du film La Fiancée de Chucky en 1998. D'autres raisons pouvait être que le mal venait des storylines aux airs de déjà vu et sans-intérêts, concoctées par des scripteurs sans expérience comme Kevin Nash, mais aussi le fait que les grandes stars n'avait plus la motivation nécessaire pour offrir de bons combats, et se contentaient de leurs salaires exorbitant. Ce qui est sûr, c'est que les programmes de la WCW commençaient vraiment à perdre en qualité, et donc les gens éteignaient leurs télés ou zappaient sur la WWF, la compagnie prenait alors panique et dépensait encore plus d'argent en misant sur des personnalités coûteuses en pensant régler le problème. Beaucoup de lutteurs ont été aussi engagés pour les empêcher de rejoindre la WWF, à tel point, que la WCW n'avait pas moins de 260 catcheurs avec contrats garantis, dont la plupart restaient à la maison à ne rien faire, et juste toucher leurs payes.
Plusieurs personnes commençaient à critiquer les storylines de Nash qui le mettait toujours en avant. Après s'être donné la victoire dans la bataille royale du World War 3 en novembre 1998, il allait mettre fin à l'impressionnante série de victoires de Goldberg et gagner le titre mondial lors de StarrCade un mois plus tard. Ensuite venait le fameux match « Fingerpoke of Doom » avec Hulk Hogan en janvier 1999. C'était pendant le Nitro dont la fédération en avait fait très largement la promotion comme étant le match revanche de StarrCade entre Nash et Goldberg. Et résultat, l'arena était à guichets fermés, avec plus de 40 000 spectateurs et des millions à travers le monde devant leurs téléviseurs espérant pour le bon déroulement de ce match revanche. Pendant toute la soirée, les annonceurs ont fait la promotion de ce match comme étant « le plus gros match de l'histoire de notre sport » et disaient que « pas comme les autres, nous avons un vrai main-event ». Mais une storyline mettait Goldberg de côté au profit d'Hollywood Hogan. Le World Heavyweight Championship changeait de mains quand Hogan mettait Nash à terre avec un seul doigt et ainsi le battre pour le compte de trois, ce qui endommageait sa crédibilité et aussi la valeur du titre. Ceci a également endommagé la compagnie qui n'avait pas proposée l’affiche dont une large publicité a été faite, ce qui était perçu comme étant une manière facile de remplir une arena de cette envergure. C'était aussi dans la même édition de Nitro que Tony Schiavone annonçait en se moquant la victoire pour le titre WWF de Mick Foley, ce qui retournait très largement les audiences en faveur de la WWF pour cette soirée.
Toujours en 1998, The Ultimate Warrior, une ancienne star de la WWF, était recruté par Eric Bischoff pour rivaliser avec Hogan (les deux ont déjà été à l'affiche de WrestleMania VI). Leur rencontre qui se déroulait au Halloween Havoc en octobre 1998 passa quasi inaperçu, et le Warrior quittait la WCW par la suite. Il insistait lors de son passage pour l'élaboration de coûteuses demandes comme l'installation d'une trappe pour son entrée sur le ring, qui blessera lourdement le British Bulldog, le handicapant à vie.
En plus, la WCW n'exposait pas assez ses jeunes talents, malgré le fait d'avoir de véritables stars montantes comme Chris Jericho, Chris Benoit, Billy Kidman, Chavo Guerrero, Jr., Eddie Guerrero, Perry Saturn, Raven, Booker T ou encore Rey Mysterio. Ils étaient tous presque éloignés des main-events, et cette décision de ne pas mettre ses jeunes en avant ajouté à « l'Ere Attitude » de la WWF, vont causer définitivement la perte de la WCW.
Eric Bischoff était remercié par Turner le 10 septembre 1999 à la suite de toutes ces dérives, comprenant aussi l'une de ses dernières idées qui aura été le retour d'un groupe de rock des années 1970, KISS dans les shows WCW, et une storyline mettant en scène le rappeur Master P et The No Limit Soldiers pendant deux semaines, mais aussi l'organisation d'un concert de KISS le 31 décembre 1999.
Un autre fait qui causera sans doute la perte de la WCW, et qui passait inaperçu, est qu'à part Nitro, les arenas que la WCW choisissait pour ses PPV étaient trop petits en termes de capacité. Même si la WCW avait une abondance de superstars, cet aspect était largement négligé par la direction. De mémoire, la WCW organisait ses meilleurs matchs dans des bâtiments avec une capacité très médiocre. Par exemple la très attendue confrontation entre Randy Savage et Ric Flair au Great American Bash 1995 se déroulait au Hara Arena de Dayton dans l'Ohio avec une capacité de seulement 6 000 places. Pareil, le match de championnat du Monde entre Sting et Giant lors de Slamboree 1996, qui se déroulait au Riverside Centroplex de Bâton-Rouge en Louisiane avec une capacité de seulement 8 000 places. Il s'était dit que si la WCW avait opté pour des arenas à plus grande capacité pour ses matchs de pay per view, elle aurait amassé beaucoup plus d'argent.

### La fin de la WCW
Bischoff était immédiatement remplacé par l'ancien scripteur en chef de la WWF Vince Russo et son assistant Ed Ferrara. Ils étaient les créateurs de « l'Ere Attitude » à la WWF, étant réellement les cerveaux de cette opération. La WCW leur offrait des contrats très lucratifs pour les engager en octobre 1999 pour essayer de relancer la WCW et freiner l'élan de succès de la WWF. Russo et Ferrara tentaient de donner plus d'exposition aux jeunes talents, au détriment des anciens comme Hogan et Flair. Cependant, Russo n'avait jamais réussi à créer la même intrigue et le même succès qu'il avait produit quand il travaillait avec Vince McMahon.
Russo et Ferrara ont lutté auprès de leurs dirigeants pour obtenir l'approbation de nouvelles idées comme les matchs "Piñata on a Pole" impliquant des lutteurs mexicains. Plus tard en 1999, Russo et Ferrara redonnaient vie à la nWo, cette fois avec Jeff Jarett et Bret Hart à l'affiche. Ils parodiaient ensuite le commentateur de la WWF Jim Ross du nom de "Oklahoma", que jouait Ferrara (se moquant de la paralysie de Jim Ross au faciès causée par la maladie de Bell). La poisse continuait pour la fédération en décembre 1999, lorsque Bret Hart était victime d'une commotion cérébrale (qui mettra un terme à sa carrière) aux mains de Goldberg qui était victime une semaine plus tôt d'une fracture de la main lors d'une storyline en brisant une vitre de limousine. Russo finissait lui-même par apparaître à l'écran, à la manière du Docteur Mad dans Inspecteur Gadget et de George Steinbrenner de Seinfeld. Seulement ses mains étaient visibles, et on ne l'apercevait que de dos, assis dans une chaise et donnant ses ordres aux catcheurs pour la soirée.
Russo et Ferrara étaient suspendus juste trois mois plus tard quand la rumeur circulait qu'ils projetaient de faire de l'ancien lutteur de l'UFC Tank Abott, le champion de la WCW (Abott, malgré ses talents de combattant, n'avait pas beaucoup d'expérience dans le catch et ne rentrait pas dans le cœur des fans). Kevin Sullivan, qui avait été scripteur plusieurs années auparavant, remplaçait donc le duo par intérim. La nouvelle équipe de scripteurs tentait d'apaiser le démoralisement des catcheurs et des fans en faisant de Chris Benoit le champion de la WCW lors du PPV Souled Out en janvier 2000. Pourtant, à cause des problèmes personnels entre ce dernier et Sullivan (la femme de Sullivan l'a quitté pour Benoit), "The Rabbid Wolverine" et plusieurs autres lutteurs demandaient d'être libérés de leurs contrats lors d'une réunion avant le PPV (du fait du manque d'exposition qui leur sont dus et à leurs différends qu'ils ont aussi avec Sullivan), Benoit rendait donc la ceinture le lendemain de son succès et quittait la WCW. Il rejoignait la WWF en amenant dans ses bagages d'autres amis autant frustrés que lui comme Perry Saturn, Eddie Guerrero et Dean Malenko. Les quatre devenait vite populaires à la WWF sous le nom "The Radicalz".
Le 11 février 2000, des catcheurs de couleur, Bobby Walker, Harrison Norris et leur manager japonais Sonny Onoo, portaient plainte pour discrimination raciale envers la WCW, affirmant que c'est à cause de leurs origines qu'ils n'ont pas l'exposition qu'ils méritent, et qu'ils avaient des gimmicks choquantes en plus du fait d'être sous-payés. Certaines personnes pensaient que ces charges retenues contre la WCW (faisant une mauvaise réputation pour la compagnie, qui avait déjà cette mauvaise image de racisme depuis quelques années), étaient responsables de la victoire du catcheur de couleur Booker T pour le titre de champion du Monde plus tard dans l'année, mais aussi de la nomination de son frère Stevie Ray au poste de commentateur.
En avril 2000, les audiences étaient toujours en berne et continuaient de baisser, Russo et Bischoff effectuaient alors leur retour à la WCW. Ils lançaient une nouvelle faction formée de jeunes talents (qui était nommée la New Blood)  et qui affrontait le Millionnaires Club qui comprenait les stars les plus anciennes et surtout les plus payées de la fédération comme Hogan, Sting ou encore Diamond Dallas Page. Malgré un bon début, la storyline dégénérait rapidement pour redonner encore une simple copie de la nWo, avec les heels de la nWo qui recrutaient la New Blood et les faces de la WCW qui rejoignaient le Millionnaires Club. En plus de ceci, il y avait des storylines controversées et pas très orthodoxes. Cela incluait le moment où l'acteur David Arquette remportait le titre de champion du Monde pour promouvoir la sortie du film sur la WCW, Ready to Rumble; où Russo qui lui-même gagnait le titre en septembre 2000 (Russo, comme Arquette, n'était pas un catcheur entraîné); mais encore un heel turn de Goldberg en juin 2000 qui était complètement raté et lui retirait de la crédibilité; les déclarations vives de Russo envers Hogan lors du Bash at the Beach 2000 qui entraînait le départ de ce dernier et une attaque en justice de sa part à l'encontre de Russo pour diffamation (la plainte était retirée en 2002). Bischoff était une nouvelle fois remercié en juillet 2000, et Russo quittait la WCW en fin d'année, laissant les rênes à Terry Taylor.
Quand la Time Warner rachetait l'immense empire de Turner en 1996, elle achetait du coup la WCW. Ted Turner, qui était un grand fan de lutte, a toujours voulu que du catch soit diffusé sur son réseau (ces programmes qui lui permettait de créer sa première chaîne télé, WTBS, la WCW était l'incarnation moderne de ce qu'il avait diffusé sur cette chaîne à l'époque), sans pour autant prêter d'attention sur la situation financière de la compagnie, Time Warner ne voyait pas les choses de la même façon, notamment quand il s'était avéré que la WCW avait un déficit se situant entre 12 et 17 millions de $. Cependant, Turner restait l'actionnaire majoritaire de l'organisation et donc la WCW restait protégée. Quand AOL fusionnait avec Time Warner en 2000, Turner était obligé de céder son propre empire. La nouvelle AOL Time Warner pouvait donc couper les vivres à la WCW, en qui ils ne voyaient qu'un gouffre financier.
Plus tard en 2000, Eric Bischoff aidé d'un groupe de fonds privé Fusient Media Ventures, tentait de racheter la WCW mais se désistait quand il voyait que la fédération n'était plus diffusée sur le réseau TV de Turner dirigé alors par Jamie Kellner. Sans expositions TV, la WCW n'était plus intéressante pour Fusient dont l'offre d'achat n'avait de la valeur que si la WCW restait programmée sur le réseau de Turner.
Le 23 mars 2001, la WCW était rachetée entièrement avec ses marques déposées et son catalogue vidéo par la World Wrestling Federation de Vince McMahon.

### L'acquisition par la World Wrestling Federation
Un McMahon triomphant ouvrait la dernière édition de WCW Monday Nitro en simultané avec RAW le 26 mars 2001. Le champion US Booker T battait le champion du Monde, Scott Steiner, pour devenir le dernier WCW World Heavyweight Champion, en plus d'être le dernier US Heavyweight Champion. Sting contre Ric Flair (gagné par Sting) était le moment le plus nostalgique et dernier match de cette émission, finissant affectueusement avec une accolade entre les deux.

Logo de la WCW lors de l'Invasion à la WWF

Quand Vince arrivait à RAW après le match Sting/Flair et déclarait la victoire sur la WCW, son fils Shane McMahon apparaissait à Nitro, affirmant que c'était lui qui avait acheté la WCW. Bien sûr, ça ne faisait partie que de la storyline de la WWF qui allait avoir Shane comme meneur de l'Invasion de la WCW à la WWF, qui durait de mars à novembre 2001 et allait marqué la fin de la WCW. Malgré avoir essayé de faire de la WCW une division de la WWF le samedi soir (l’émission qui tenait place était finalement WWF Excess et ensuite WWE Velocity), la WWF n'a fait qu'organiser des matchs sous l'appellation WCW lors de RAW et de SmackDown!.
Quand la WWF achetait la WCW en mars 2001, plusieurs stars de la WCW, incluant Flair, Goldberg, Kevin Nash, et Sting avaient de gros contrats avec AOL Time Warner que la WWF ne voulait pas reprendre. Du coup la WCW n'était pas perçue comme puissante lors de son invasion de la WWF qui n’avait pas obtenu le succès escompté du fait qu'ils n'y avait pas ces stars. Cependant, tous ces lutteurs ont fini par s'engager avec la WWF à l'exception de Sting, après l'invasion.
On peut remarquer que la WCW a sous-utilisé l'exceptionnel roster qu'elle possédait. Elle n'essayait que de recréer la magie autour de ces matchs qui ont fait l'histoire et le succès de la WWF, comme Hogan/Warrior ou Hogan/Savage. Ils n'avaient pas réalisés non plus beaucoup de matchs « face contre face » à l'exception d'un Goldberg contre DDP (qui était remarquablement réussi). Il est aussi à souligner qu'avec le roster qu'ils avaient, ils pouvaient créer des matchs de rêve qui n'ont jamais été vus à la WWF, comme Hogan/Bret Hart, Warrior/Bret, Flair/Warrior, Luger/Savage etc. Ajoutant l'insulte au malaise, la WCW avait de mauvais timings, des histoires courtes et un manque de rigueur dans le travail des scripteurs dans certaines rivalités, qui causaient un grand dommage à la WCW à un moment primordial où ils ne pouvaient pas se permettre de faire des erreurs. La rivalité Savage-Bret lorsque ce dernier devenait un nouveau membre de la nWo, était une bonne idée qui n'a pas été exploitée assez longtemps. L'affrontement Hogan-Nash pouvait être organisé lors d'un PPV et aurait rapporté des millions de $, avec un bon script au lieu de ce match de Nitro qui restera négativement dans les mémoires comme le « Fingerpoke of Doom ». Beaucoup de talents de la WCW n'avaient rien d'autre à faire que de rester dans l'ombre d'Hogan et Nash à travers la nWo, ou d'autres prenaient leurs opportunités dans les matchs de seconde zones.

## Liste des derniers champions de la WCW
Voici la liste des derniers champions de la WCW avant acquise par la WWF
| Championnat                          | Champion(s)                   |
| ------------------------------------ | ----------------------------- |
| WCW World Heavyweight Champion       | Booker T                      |
| WCW United States Champion           | Booker T                      |
| WCW World Tag Team Champions         | Chuck Palumbo et Sean O'Haire |
| WCW Cruiserweight Champion           | Shane Helms                   |
| WCW Cruiserweight Tag Team Champions | Billy Kidman et Rey Mysterio  |
| WCW Hardcore Championship            | Meng                          |

## Anciens titres de la WCW
- WCW World Heavyweight Champion (1991-2001)[AT 1]
- WCW United States Champion (1991-2001)[AT 1]
- WCW World Tag Team Champions (1991-2001)[AT 1]
- WCW Cruiserweight Champion (1996-2001)[AT 1]
- WCW Hardcore Championship (1999-2001)
- WCW Cruiserweight Tag Team Champions (2001)
- WCW World Television Championship (1991-2000)
- WCW Women's Championship (1995-1997)
- WCW Women's Cruiserweight Championship (1996)
- WCW International World Heavyweight Championship (1993-1994)
- NWA World Heavyweight Championship(1988-1992)[AT 2]
- NWA World Tag Team Championship (1992)[AT 2]
- WCW Light Heavyweight Championship (1991-1992)
- WCW United States Tag Team Championship (1991-1992)
- NWA United States Tag Team Championship (1988-1991)[AT 2]
- NWA World Six-Man Tag Team Championship (1988-1991)[AT 2]
- WCW World Six-Man Tag Team Championship (1991)

1. 1 2 3 4  Ces titres ont été actifs pendant l'Invasion.
2. 1 2 3 4  La WCW a lancé ses propres titres en 1988 pour se démarquer définitivement de la NWA et pour affirmer sa position de grande fédération.